# Phinéas Flynn
 (septembre 2011).
Si vous disposez d'ouvrages ou d'articles de référence ou si vous connaissez des sites web de qualité traitant du thème abordé ici, merci de compléter l'article en donnant les références utiles à sa vérifiabilité et en les liant à la section « Notes et références ».
Phinéas Flynn est un des personnages principaux de la série télévisée Phinéas et Ferb.

## Biographie
Phinéas Flynn a un père biologique inconnu et une mère biologique nommée Linda Flynn-Fletcher ; elle a fait deux enfants (Candice et Phinéas), puis elle a rompu et s'est mariée avec Lawrence Fletcher, historien qui avait un enfant nommé Ferb Fletcher, le frère par alliance de Phinéas et de Candice. Cette dernière est une jeune adolescente assez capricieuse.
Les relations de Candice Flynn avec son frère Phinéas sont assez froides. Même si elle aime son frère et son demi-frère, elle essaie chaque jour de montrer à sa mère ce qu'ils font en cachette. Sa mère, bien-sûr, ne la croit pas et pense sa fille folle. Elle en écrit d'ailleurs un livre. En effet, elle s'absente chaque jour et Phinéas et Ferb en profitent pour commencer leur projet, mais quand elle revient, tout a disparu.
L'OSAS (Organisation Sans Acronyme Sympa)est une agence secrète qui forme des animaux comme super espions, sous couverture d'animal domestique. Quand Phinéas et Ferb sont allés chercher leur animal domestique (un Ornithorynque), ils croyaient que l'OSAS n'était qu'une animalerie et c'est ainsi que Perry fut adopté par cette famille qui ne s'imagine pas qu'il s'agit d'un agent secret. Il combat Le Dr Doofenshmirtz, un savant fou diabolique qui crée des inventions dangereuses. À chaque fois, il vise la mauvaise cible (les inventions de Phinéas et Ferb) et le rayon détruit alors les inventions pile quand Candice arrive…

## Personnalité
C'est un garçon dynamique, très intelligent, et ayant une grande imagination. En fait, Phinéas a une phobie, l'ennui. Et en vacances d'été, c'est le risque principal. Donc, pour ne pas s'ennuyer, chaque jour, Phinéas invente des choses complètement folles comme des montagnes russes, une maison hantée, etc. Bien sûr, la série [ et Ferb n'est pas réaliste, car les choses qu'ils construisent son totalement inimaginables. Il y a quatre saisons de Phinéas et Ferb. Chaque jour, Phinéas invente et construit des machines. Il sait jouer de la guitare et du tambourin, manipuler une console de mixage de son, et chante très bien : il a de multiples compétences.